# Інноваційний тип розвитку
Інноваційний тип розвитку (англ. Innovation model of development) — характеризується перенесенням акценту на використання принципово нових прогресивних технологій, переходом до випуску високотехнологічної продукції, прогресивними організаційними і управлінськими рішеннями в інноваційній діяльності, що стосується як мікро-, так і макроекономічних процесів розвитку — створення технопарків, технополісів, проведення політики ресурсозбереження, інтелектуалізації всієї виробничої діяльності, софтизації та сервізації економіки. Об'єктивні зміни в суспільному економічному розвитку призвели до нової моделі розвитку економіки, для якої характерні принципово нові риси та пріоритети. Важливу роль в житті суспільства стали відігравати галузі, що ґрунтуються на так званих «високих технологіях», а також галузі, що безпосередньо задовольняють потреби людей.

## Загальний опис
Виробництво стає більш зорієнтованим не на масового споживача, а на специфічні потреби окремих індивідів, тобто на невеликі за місткістю ринки. Високими темпами зростає чисельність підприємницьких структур, особливо малих та середніх підприємств, які спроможні швидко адаптуватися до вимог зовнішнього середовища. Швидкі темпи модернізації життя людей призводять до зростання вимог до якості товарів та послуг, до їх різноманітності. Відповідно, суспільство, стає більш відкритим та сприйнятливим до інновацій як засобу досягнення необхідного розмаїття.
Відбувається переоцінка людського фактору в економіці: зростає роль творчих кадрів — людей, що володіють знаннями і є носіями нововведень в сфері організаційної, науково-технічної та екологічної культури. Нова модель економічного зростання, що ґрунтується на інноваційному типі розвитку, передбачає зміну самого поняття науково-технічного прогресу і науково-технічного розвитку. З'являються нові суспільні пріоритети: добробут, інтелектуалізація виробничої діяльності, використання високих та інформаційних технологій, екологічність. Ця модель потребує нової фінансово-кредитної політики, ефективного стимулювання інновацій, розвитку наукомістких та скорочення природоексплуатуючих галузей — на макрорівні; зміни типу підприємницької діяльності, активного залучення до виробництва малого та середнього приватного бізнесу — на мікрорівні.
Характерною ознакою нової моделі економічного зростання є широкий розвиток венчурного підприємництва, залучення ризикового капіталу до фінансування інноваційного бізнесу. Причому форми і мотиви такого залучення можуть бути абсолютно різними: від спонсорської допомоги до спільної участі в прибутках через викуп акцій або внески до статутного фонду. Поширенням є також створення цільових фондів науково-інноваційного розвитку.
Стратегія інноваційного розвитку має основних 4 типи нововведень, які розрізняють за:
- продуктом − існуючий /новий;
- ринком — існуючий / новий;
- технологією − існуюча / нова;
- процесами — існуючі / нові.

## Інноваційний розвиток в Україні
В Україні створено обширну законодавчу базу — закони «Про наукову та науково-технічну діяльність», «Про державне регулювання діяльності у сфері трансферу технологій», «Про пріоритетні напрями інноваційної діяльності в Україні», «Про спеціальний режим інноваційної діяльності технологічних парків», «Про інноваційну діяльність».
Верховна Рада України постановила провести 17 червня 2009 року парламентські слухання «Стратегія інноваційного розвитку України на 2010—2020 роки в умовах глобалізаційних викликів». Комітет Верховної Ради України з питань науки і освіти має із залученням представників центральних та місцевих органів виконавчої влади, наукових установ і громадських організацій організаційно та методично забезпечити проведення слухань.

## Наукове освоєння
Найавторитетнішим науковим підрозділом в Україні, яке постійно займається науковим аналізом-дослідженням проблематики інноваційної діяльності є відділ інноваційної політики, економіки і організації високих технологій Інституту економіки та прогнозування НАН України.
Наукові розробки інституту в цьому важливому напрямку постійно використовуються в діяльності Уряду, адміністрації Президента України, Ради національної безпеки та оборони, Національного банку, а також у законотворчій діяльності Верховної Ради України.